# 杰克·登普西
威廉·哈里森·「杰克」·登普西（英語：William Harrison "Jack" Dempsey，1895年6月24日—1983年5月31日），外號「黑小子」（Kid Blackie）和「The Manassa Mauler」，是一名美国的职业拳击手。他在20世纪20年代成为一个文化标志。在从1919年至1926年，登普西参加了世界重量级锦标赛。他的侵略性的风格和卓越的冲压能力使他成为历史上最为流行的拳击手之一。他的众多比赛都创造了奖金和参加纪录。